# Paavo Ruotsalainen

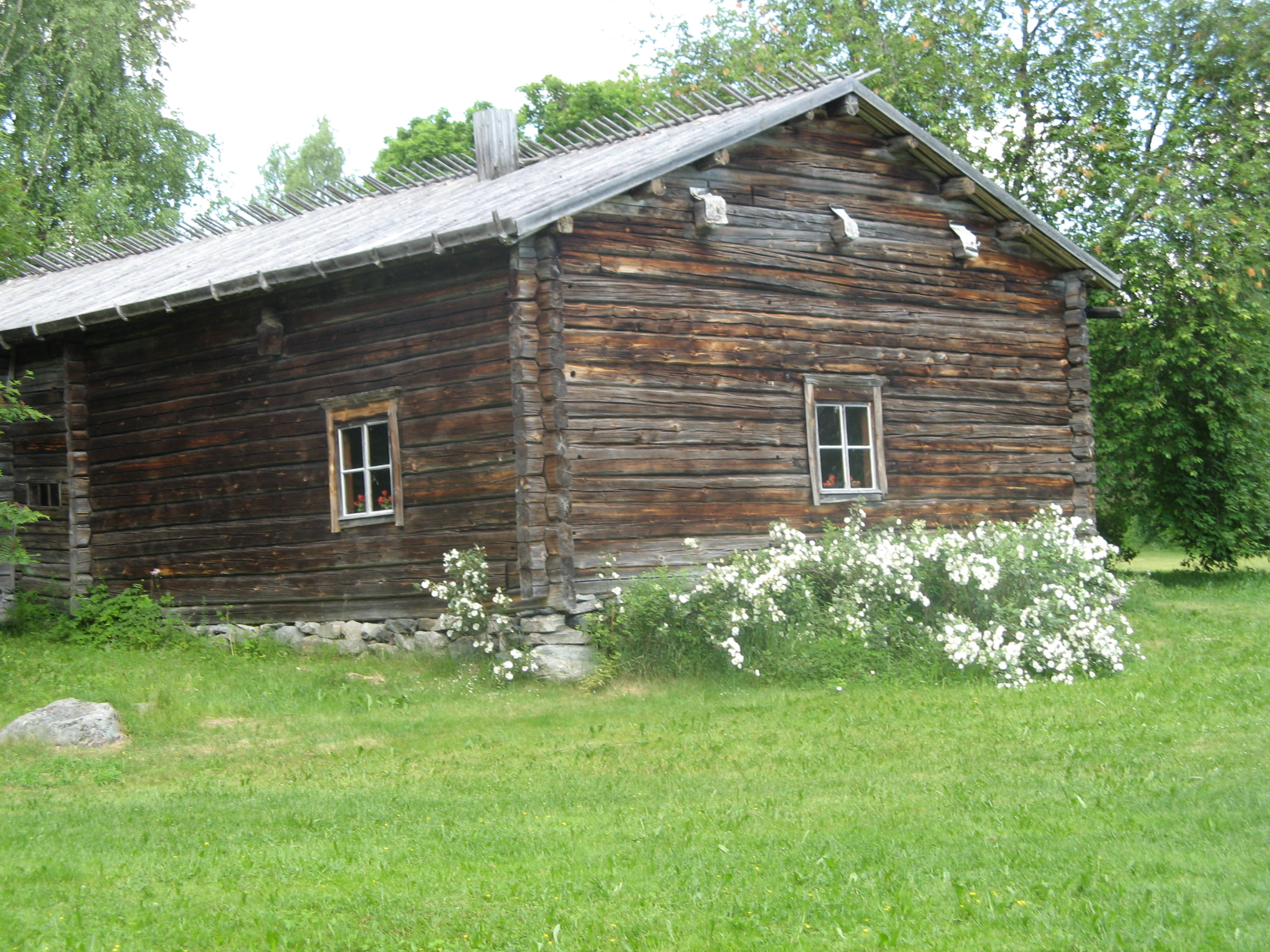
Budynek w zagrodzie Paavo Ruotsalainena w Aholansaari, w gminie Nilsiä

Paavo Ruotsalainen (ur. 9 lipca 1777 w Tölvänniemi, zm. 27 stycznia 1852 w gminie Nilsiä) – fiński rolnik, przywódca ruchu religijnego i chłopskiego.
Urodził się w rodzinie chłopskiej. Zdolności agitacyjne oraz umiejętność czytania i pisania (pomimo braku wykształcenia), pomagały mu zyskiwać zaufanie ludzi. Wędrując po kraju krytycznie oceniał kler i namawiał słuchaczy do bezpośredniego korzystania z Biblii. Ponieważ zyskał wielu zwolenników (w tym kilku pastorów) przez procesy sądowe próbowano wyhamować rozwój budowanego przez niego tzw. ruchu pietystów wśród chłopów fińskich.  Historyk Tadeusz Cieślak jako ciekawostkę podaje, że Paavo Ruotsalainen planował wraz z grupą chłopów wyemigrować do Polski.
W 1975 roku postać Ruotsalainena stała się tematem opery Joonasa Kokkonena Ostatnie pokusy (Viimeiset kiusaukset). Libretto napisał Lauri Kokkonen, autor sztuki o tym samym tytule. Na liście 100 najwybitniejszych Finów, powstałej na podstawie głosowania telewidzów w 2004, uplasował się na 59 pozycji.